# 阿尔帕德大公

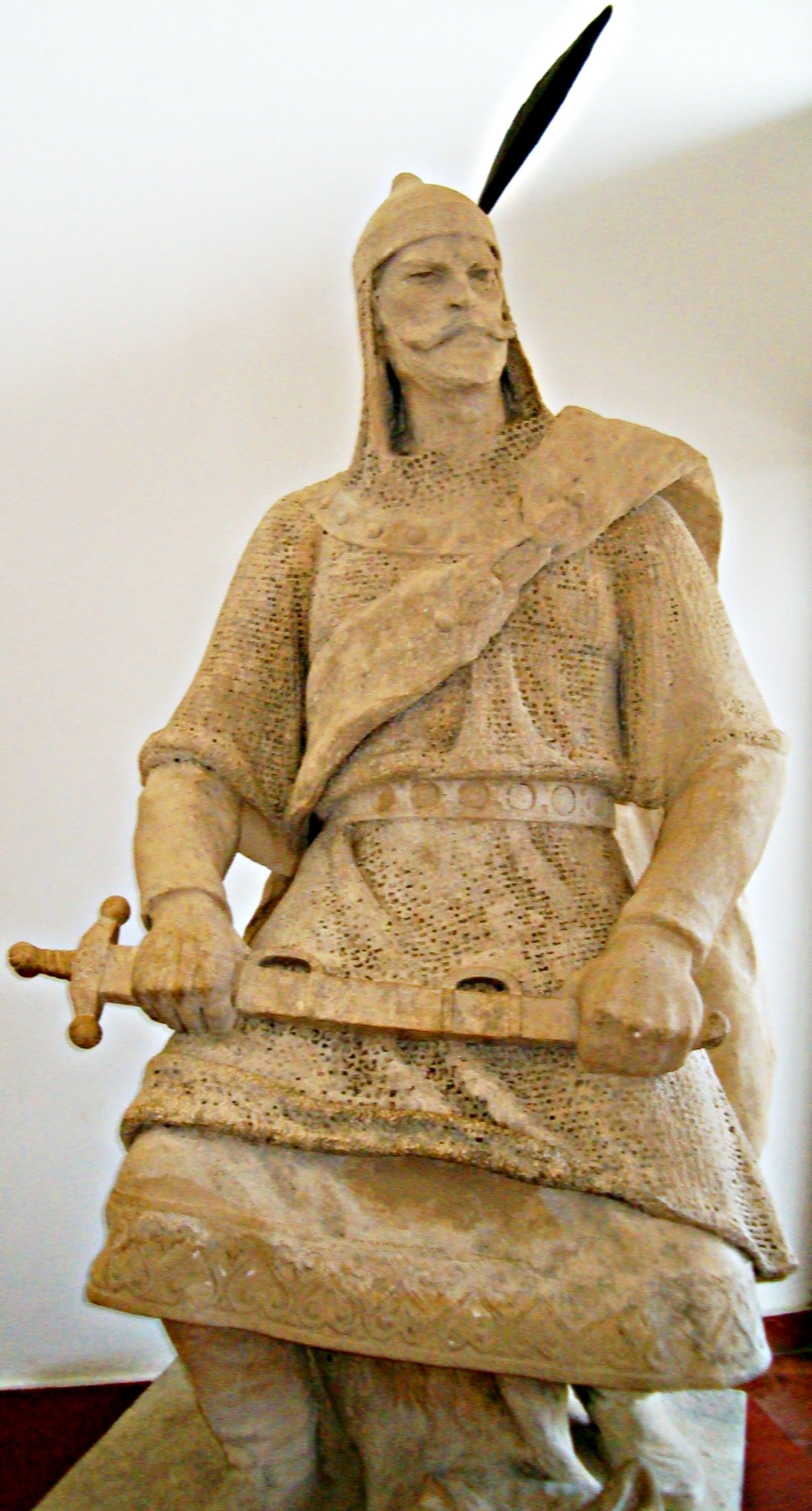
阿尔帕德大公

阿尔帕德大公（匈牙利語：Árpád，？—907年），匈牙利的第一位大公（889年~907年）。阿尔帕德王朝的创建者。他是由一個突厥部落卡巴尔人派来的，這部落和可薩人有關(因他们不信仰犹太教所以与马札尔人一块生活)。
850年，匈牙利部落是“鬆散聯邦”，匈牙利人有神圣领袖肯德(kende)与軍事領袖久拉(gyula)，是一種二元雙重君主制。
9世纪末，马扎尔人受到中亚突厥游牧民族佩切涅格人的压迫，从第聂伯河流域开始大举向喀尔巴阡山脉迁徙。
896年，当时的马扎尔人领袖阿尔帕德领导部族从南俄草原迁徙至潘诺尼亚，驻扎于多瑙河中游蒂萨河流域一带。从阿尔帕德统治时期开始，马扎尔人对欧洲发动一系列毁灭性的侵袭。
898年-899年，馬扎爾人入侵并洗劫了伦巴第（意大利）；900年再度向意大利发动袭击。此后又先后劫掠巴伐利亚（900年），克恩滕（901年），大摩拉维亚（902年），義大利（904年）及萨克森（906年）。
904年，庫爾桑在一次突襲中去世後，該職位由久拉·阿爾帕德（gyula Árpád）接管，為匈牙利建立了一個單一君主制。
906年，阿尔帕德征服了大摩拉維亞公國。
907年，阿尔帕德去世后，马扎尔人失去了公认的首领，各部落各自为政。原属阿尔帕德的部落以阿尔帕德之子索尔坦为大公。馬扎爾人继续劫掠拜占庭和德意志，直到955年被神圣罗马帝国皇帝奥托一世阻止为止。
907年-947年，匈牙利由若干部落领袖领导，其中著名的有：塔尔霍斯，列文特，佐尔坦